# Житомирская улица (Москва)
Жито́мирская у́лица (до 1977 года — Жито́мирский переу́лок, до 29 апреля 1965 года — Некра́совский переу́лок (Ку́нцево), до 1960 года — Некра́совский переу́лок города Кунцево) — улица в Западном административном округе города Москвы на территории района Фили-Давыдково.

## История
Улица расположена на территории бывшего города Кунцево, где она носила название Некра́совский переу́лок, полученное по близости к Некрасовской улице, названной в честь поэта Н. А. Некрасова (1821—1877). После включения города Кунцево в состав Москвы в 1960 году улица и переулок получили названия Некрасовская улица (Кунцево) и Некра́совский переу́лок (Ку́нцево), а 29 апреля 1965 года с целью устранения одноимённости с Некрасовской улицей вблизи станции метро «Преображенская площадь» (впоследствии эта улица была упразднена) были переименованы в Житомирскую улицу и Жито́мирский переу́лок по украинскому городу Житомир в связи с расположением на западе Москвы. В 1977 году Житомирская улица была упразднена, а её название было перенесено на Житомирский переулок.

## Расположение
Житомирская улица проходит от улицы Ивана Франко на северо-восток до Кастанаевской улицы. По Житомирской улице не числится домовладений.

## Транспорт

### Автобус
- 73: от путепровода Ивана Франко до Кастанаевской улицы и обратно.
- 135: от путепровода Ивана Франко до Кастанаевской улицы.

### Метро
- Станция метро «Кунцевская» Арбатско-Покровской и Филёвской линий и станция метро «Кунцевская» Большой кольцевой линии (соединены переходом) — северо-западнее улицы, на пересечении Рублёвского шоссе с Молдавской и Малой Филёвской улицами.

### Железнодорожный транспорт
- Станция «Кунцевская» Смоленского направления Московской железной дороги — у южного конца улицы, между улицей Алексея Свиридова, улицей Ивана Франко и Рублёвским шоссе.